# Платіж
Платіж — фінансово-грошові операції, пов'язані з оплатою фінансово-господарських операцій з розрахунками за договірними зобов'язаннями, покриттям витрат, відшкодуванням збитків, виконанням зобов'язань перед державою, органами місцевого самоврядування тощо.
Виплата грошей як розрахунок за що-небудь придбане, використане і т. ін.; плата.

## Види платежів
- Ануїтетний платіж (англ. Annuity Payment) — це рівний по сумі щомісячний платіж за кредитом, який включає суму нарахованих відсотків і суму основного боргу.
- Безакцептні платежі — платежі, що здійснюються списанням коштів з розрахункового рахунку платника без його безпосередньої згоди на підставі документів, поданих банкові постачальником.
- Комунальні платежі — платежі юридичних осіб і громадян за користування комунальними послугами.
- Післяплата — спосіб розрахунків, при якому вантаж або поштове відправлення (посилка, бандероль) видається одержувачу після сплати встановленої відправником вартості.
- Неторгові платежі — термін, який застосовується у міжнародних розрахунках для характеристики угод, які не відносяться до продажу або купівлі товарів, що мають речову форму; нерідко у світовій практиці застосовується термін «невидимі операції» — ті, за якими неможливо простежити фізичний рух товарів; це розрахунки за поштові, телефонні та транспортні послуги, туристичне обслуговування, гастролі артистів, виступи спортсменів, погашення кредитів, виплати по приватних грошових переказах тощо
- Платежі до бюджету — платежі юридичних та фізичних осіб, що вносяться до державного (федерального, регіонального, місцевого) бюджету.
- Рентні платежі — форма вилучення до державного бюджету частини прибутку підприємств, отриманої завдяки кращим, ніж в інших виробників, умовам виробництва.
- Трансферні платежі — усі види платежів, які є простим переміщенням коштів від одного власника до іншого без отримання в обмін товарів або послуг.
- Умови платежу, ек. — договірно-правові реквізити контракту, що визначають умови продажу товару: обсяг, строки, місце платежу, форми (за готівку або в кредит); умови платежу визначають не тільки форму розрахунків, але й різного роду гарантії, захисні заходи проти необґрунтованої затримки платежу, неплатежу, інших порушень умов контракту. Фактичні податкові платежі — сплата до бюджету податків та податкових платежів.

## Кошти
Кошти, сплачувані в державний бюджет, кредитні установи, організації, підприємства за користування природними ресурсами, за кредити, оренду, користування комунальними послугами та інші внески, що їх здійснюють юридичні і фізичні особи. Сума грошей, яка має бути (була) виплачена за що-небудь. <>
- Платіж «повітряна куля»: а) великий одноразовий платіж, необхідний для виплати основної суми кредиту або оренди наприкінці обумовленого періоду; б) останній платіж на погашення кредиту, що значно перевищує попередні.
- Фіксовані платежі — платежі, які вносяться підприємствами до державного та місцевих бюджетів і величина яких не залежить від результатів діяльності підприємства, одержуваного ним прибутку.

## Основні форми міжнародних розрахунків
Виходячи з міжнародної торгової і банківської практики, виділяють 4 основні форми розрахунків:
- авансовий платіж,
- інкасо,
- акредитив і
- відкритий рахунок[1].